# Distretto di Chuschi
Il distretto di Chuschi è uno degli otto distretti della provincia di Cangallo, in Perù. Si trova nella regione di Ayacucho e si estende su una superficie di 431,96 chilometri quadrati.

Istituito il 2 gennaio 1857, ha per capitale la città di Chuschi; nel censimento del 2005 contava 8.917 abitanti.